# آرتور کارتاشیان
آرتور کارتاشیان (ارمنی: Արթուր Քարտաշյան؛ زادهٔ ۸ ژانویهٔ ۱۹۹۷ در ایروان) بازیکن فوتبال در پست مدافع اهل ارمنستان است.

## باشگاهی
از باشگاه‌هایی که در آن بازی کرده‌است می‌توان به باشگاه فوتبال پیونیک اشاره کرد.

## تیم ملی
وی همچنین در تیم‌های ملی فوتبال زیر ۱۷ سال ارمنستان، زیر ۲۱ سال ارمنستان، و ارمنستان بازی کرده‌است.